# Mimoses (pel·lícula)
Mimoses (títol original, Mimosas) és una pel·lícula dramàtica de 2016 dirigida per Óliver Laxe sobre un guió escrit per ell en col·laboració amb Santiago Fillol. És descrita per Laxe com «un western religiós». La pel·lícula és una coproducció internacional entre Qatar, Espanya, Marroc i França. Es va projectar en la secció de la Setmana Internacional de la Crítica al 69è Festival Internacional de Cinema de Canes, on va guanyar el Premi Nespresso.
El film relata la història de Shakib, un home modern que viatja a les muntanyes del Marroc i es troba a dos bandits d'una altra època històrica que porten el cadàver d'un ancià xeic camí a l'antiga ciutat de Sigilmasa amb el propòsit de permetre-li el descans al costat dels seus éssers estimats. Ha estat subtitulada al català.

## Sinopsi
La pel·lícula està dividida en tres seccions, que porten el nom de diferents posicions d'oració del rakat islàmic. El seu ritme és meditatiu, amb poc diàleg o música. Sembla retratar dos mons diferents, implícitament de diferents temporalitats: en un es pot apreciar vestimenta moderna, actuacions destrossades, torres elèctriques i vida urbana; i en un altre es mostra vestimenta tradicional, viatges a peu i en mula, fogates i deserts.
En l'entorn modern, Shakib es caracteritza per ser un home jove i solitari, conegut pel seu coneixement de l'espiritualitat. És triat pel seu cap per a assegurar el viatge reeixit d'un xeic pel desert cap a les muntanyes Atles.
En l'altre escenari, una petita caravana liderada per un xeic d'edat viatja cap a l'antiga (i ara arruïnada) ciutat de Sigilmasa. Cerca arribar al costat de la seva família per a poder morir entre els seus sers estimats. En la caravana també viatgen dos rodamons, Ahmed i Saïd, que inicialment desitgen robar-la. Malgrat els dubtes dels seus companys, el xeic insisteix a viatjar a través de les muntanyes per escurçar el seu viatge. No obstant això, mor en el camí. Ahmed i Saïd s'ofereixen a portar el seu cos a Sijilmasa, mentre que la resta de la caravana torna. És en aquest punt que Shakib apareix i s'uneix a ells. Ahmed allibera en secret la mula que porta el cos del xeic, esperant estalviar-se el viatge, però Shakib insisteix que el trobin, i gradualment el grup desenvolupa un compromís creixent amb el seu propòsit.

## Repartiment
- Ahmed Hammoud és Ahmed.
- Shakib Ben Omar és Shakib.
- Said Aagli és Saïd.
- Ikram Anzouli és Ikram.
- Ahmed El Othemani és Mohammed.
- Hamid Fardjad és Sheikh.
- Margarita Albors és Noor.
- Abdelatif Hwidar és Guide.

## Recepció
La pel·lícula va obtenir generalment ressenyes positives de part de la crítica especialitzada. En el lloc web Rotten Tomatoes, la cinta compta amb un rànquing aprovatori del 88 %. Jonathan Romney de Screen Daily va afirmar que la pel·lícula «fa un ús impressionant d'un repartiment no professional» i referint-se al director, va assegurar que «Laxe té un ull infal·lible per a les cares que conten una història».
Ben Keingsberg de la revista Variety va afirmar que «la cinta combina reflexions espirituals i paisatges sorprenents». Peter Bradshaw de The Guardian es va referir a la cinta de la següent maneraː «Unes certes escenes semblen improvisades en el lloc i hi ha una cosa exasperantment no comprometedora i provisional sobre aquest tema. Però certament es veuen meravelloses». Luis Martínez del diari El Mundo la va lloar afirmant que «emergeix com una de les més encertades i brillants provocacions de l'any».

## Guardons i nominacions
La pel·lícula va guanyar el Gran Premi de la Setmana de la Crítica al 69è Festival Internacional de Cinema de Canes i el Premi Especial del Jurat al Festival de Sevilla, on també va assolir una menció especial al millor so i muntatge.
Festival de Canes
| Any  | Categoria                              | Resultat  |
| ---- | -------------------------------------- | --------- |
| 2016 | Gran Premi de la Setmana de la Crítica | Guanyador |

Premis Mestre Mateo
| Any        | Categoria                    | Resultat  |
| ---------- | ---------------------------- | --------- |
| 15a edició | Millor director              | Guanyador |
| 15a edició | Millor film                  | Nominat   |
| 15a edició | Millor guió                  | Nominat   |
| 15a edició | Millor direcció de producció | Guanyador |
| 15a edició | Millor so                    | Nominat   |

## Edició casolana
L'estrena en DVD i Blu-ray es va produir el 14 de desembre de 2017. Aquesta edició compta amb opció de subtitulat en gallec i castellà, ja que els diàlegs són en àrab. El contingut extra inclou el curtmetratge París #1 (2007), la primera obra de Laxe amb certa repercussió, el tràiler i el diari del rodatge A debilidade de crer. El diari és obra del guionista Santiago Fillol i explica les condicions de rodatge a Serralada de l'Atles.